# Wadi Al Hijar
El Wadi Al Hijar o Wadi Al-Hijr (en árabe: وادي الهجر‎, romanizado: Wādī alhjr), es un valle o río seco, con caudal efímero o intermitente, que fluye casi exclusivamente durante la temporada de lluvias, situado en la Gobernación de Ad Dhahirah, en el noreste del Sultanato de Omán. Su rama oriental fluye más allá del antiguo asentamiento de Bat, declarado Patrimonio de la Humanidad por la Unesco en 1988.
A finales de 1980 el wadi sufrió en una situación excepcional las primeras inundaciones río arriba, con un impacto devastador en la irrigación, la agricultura y los asentamientos.

## Toponimia
Nombres alternativos: 	Wādī al Hajar, Wādī al Hijr 